# Hyalinobatrachium muiraquitan
Hyalinobatrachium muiraquitan é uma espécie de anuro da família Centrolenidae. É encontrada na cidade de Vitória do Xingu, no Pará, Brasil.